# 신림로
신림로(新林路)는 서울특별시 관악구 대학동 서울대학교 정문에서 봉천로 당곡사거리를 잇는 도로다. 그 이북 구간은 보라매로로 분리되었다.

## 역사
1972년 11월 26일 서울특별시 고시로 현 명칭이 최초 부여되었다. 당시 설정된 도로구간은 상도동(장승백이) - 신림동 - 서울대학교였다.

## 경유지
서울특별시
- 관악구

## 노선
서울대학교 정문(관악산역) - 관악 나들목 (강남순환로) - 신림중학교 / 삼성고등학교 - 서울삼성초등학교 - 서울신성초등학교 - 미림여고입구 교차로(서울대벤처타운역) - 국민은행 신림지점 - 신림2교 - 신림1교(서원역) - 승리교 - 신림역사거리(신림역) - 패션문화의 거리 - 당곡사거리(당곡역)

## 연결 도로
기점인 서울대학교에서는 관악로와 연결되고, 종점인 당곡사거리에서는 봉천로와 만난다.

## 주의 사항
서울대학교 정문에서 승리교 구간은 도림천을 따라 이어지는 일방통행구간이다. (반대편차선은 도림천 건너편에 있음) 이곳에서 운전할 때 역주행을 조심해야 한다.

## 사진

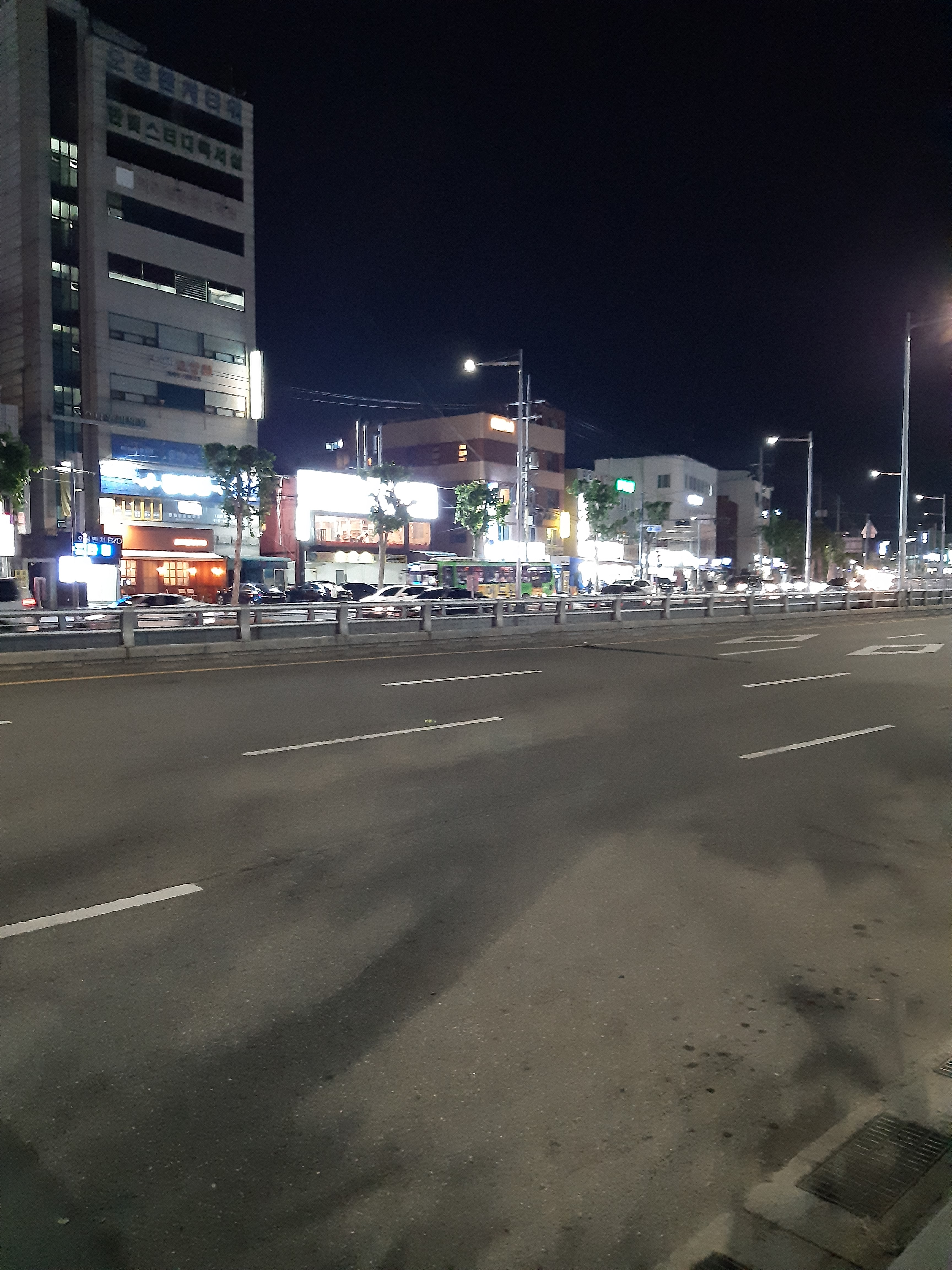
서울 관악구 신림동 신림로
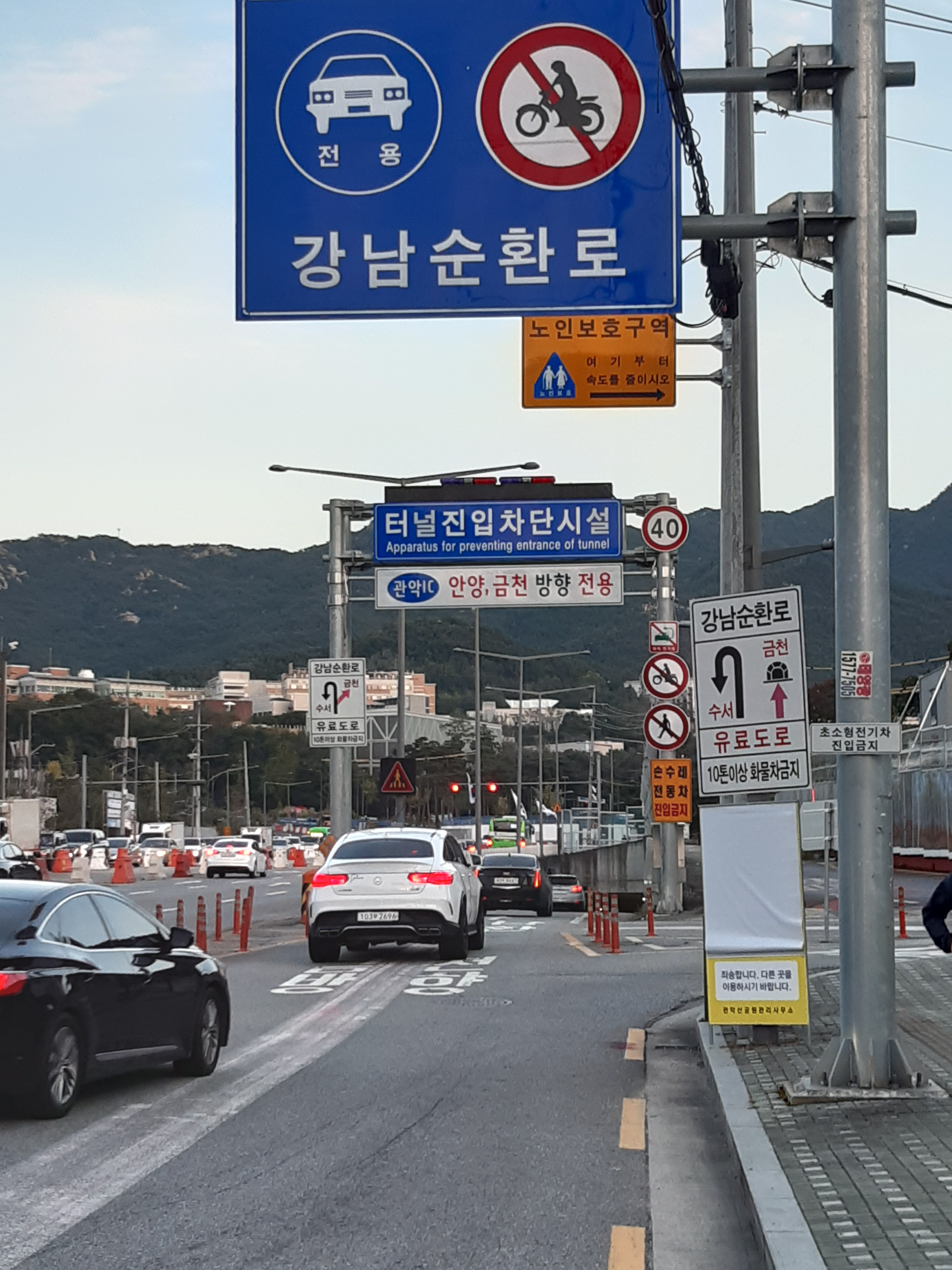
강남순환로 관악 나들목 입구
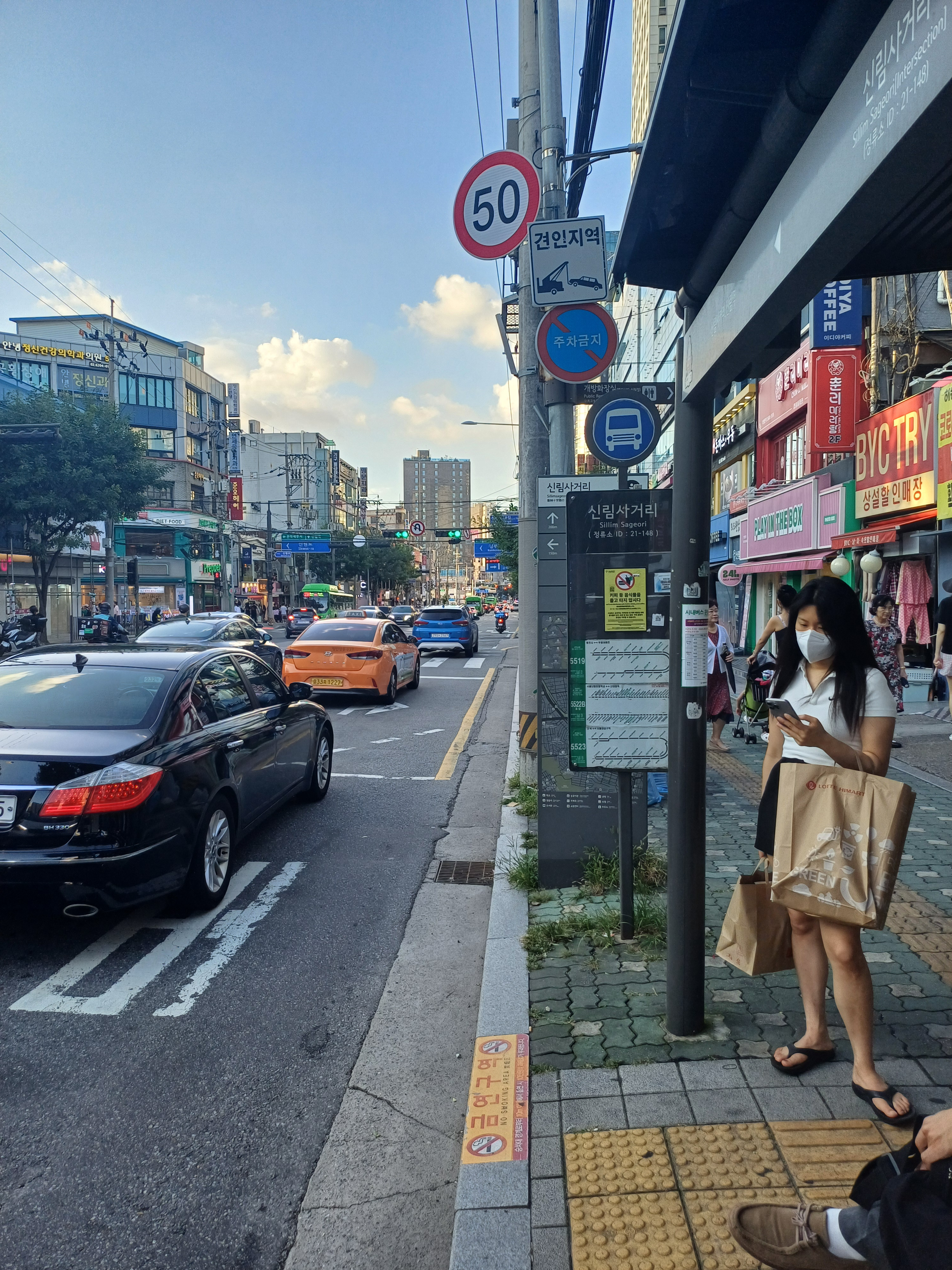
신림사거리 버스정류장

## 같이 보기
- 관악로
- 호암로
- 상도로
- 봉천로
- 보라매로
- 문성로